# Flecha Valona 1936
La Flecha Valona 1936 fue la primera edición de la Flecha Valona, se disputó el 13 de abril de 1936, entre Tournai y Lieja, sobre un recorrido de 234 kilómetros. El vencedor fue el belga Philémon De Meersman, que se impuso al esprint a su compañero de escapada, el también belga Alphonse Verniers.

## Clasificación final
|    | Ciclista             | Equipo        | Tiempo          |
| -- | -------------------- | ------------- | --------------- |
| 1  | Philémon De Meersman | La Française  | 7 h 04 min 15 s |
| 2  | Alphonse Verniers    | Dossche Sport | m.t.            |
| 3  | Camille Michielsens  |               | a 23 s          |
| 4  | Albert Beckaert      | Alcyon-Dunlop | a 1 min 06 s    |
| 5  | Richard Rottermans   |               | a 2 min 12 s    |
| 6  | Armand Lambert       | Dossche Sport | a 2 min 12 s    |
| 7  | Corneel Leemans      | Van Hauwaert  | a 2 min 35 s    |
| 8  | Jérôme France        | Birma         | a 2 min 35 s    |
| 9  | Antoine Dignef       | Colin-Wolber  | a 2 min 35 s    |
| 10 | Eloi Meulenberg      | Alcyon-Dunlop | a 3 min 08 s    |